# Велика політика з Євгенієм Кисельовим
«Велика політика з Євгенієм Кисельовим» — політична програма, яка виходила у ефір протягом 2009 — 2012 років щоп'ятниці на телеканалі «Інтер». Трансляція ток-шоу відбувалась у прямому ефірі.
Час виходу програми періодично змінювався. Першого сезону програма виходила о 21:30, другого сезону  — о 22:33, третього і четвертого  — о 23:00.

## Про проєкт

### Загальний опис проєкту
Проєкт передбачає створення популярної телевізійної програми для обговорення найактуальніших суспільно-політичних проблем України. Жанр програми — ток-шоу.

### Схема ток-шоу
Підготовку та проведення окремих випусків ток-шоу здійснювалась за однією з таких схем:
- обговорення поточних подій;
- спеціальні/тематичні випуски.

### Категорії учасників
- ведучий програми Євгеній Кисельов;
- 10 головних учасників програми (народні депутати — члени різних парламентських фракцій Верховної Ради України; співробітники Кабінету Міністрів України, керівники різних відомств, представники тих політичних сил, що не увійшли в нинішній склад Верховної Ради; відомі публічні особи, які працюють у галузях культури, економіки, спорту, шоу-бізнесу тощо);
- за потреби — спеціально запрошені фахівці (соціологи, економічні та політичні експерти, службовці), яким даватимуть місця в перших рядах глядацької аудиторії;
- аудиторія в студії — до 100 осіб.

Також участь у програмі принагідно брали гості з-за кордону та з різних регіонів України.